# 金乗院 (豊島区)
金乗院（こんじょういん）は、東京都豊島区高田にある真言宗豊山派の寺院である。山号は神霊山。江戸三大不動・江戸五色不動のひとつ、目白不動尊を祀っていることで知られている。

## 歴史
当寺院は、開基である僧・永順が本尊である聖観音菩薩を勧進して観音堂を作ったのが始まりであるとされている。永順は1594年（文禄3年）に没しているのでそれ以前の天正年間の頃（1573年（天正元年）- 1592年（文禄元年））の創建ではないかと推定されている。当初は中野にある宝仙寺の末寺で蓮花山金乗院と称したが、後に護国寺の末寺になり神霊山金乗院となった。江戸時代までは近隣の木之花開耶姫社の別当なども務めていたが、第二次世界大戦による戦災で本堂や徳川光圀の手によるものとされる木此花咲耶姫の額などが焼失。現在の本堂は1971年（昭和46年）に再建されたものである。また目白不動尊は、元々は当寺院のものではなく、1キロほど離れた関口駒井町（現在の文京区関口）にあった新長谷寺という寺院にあったものであった。（次節を参照）

### 新長谷寺と目白不動尊

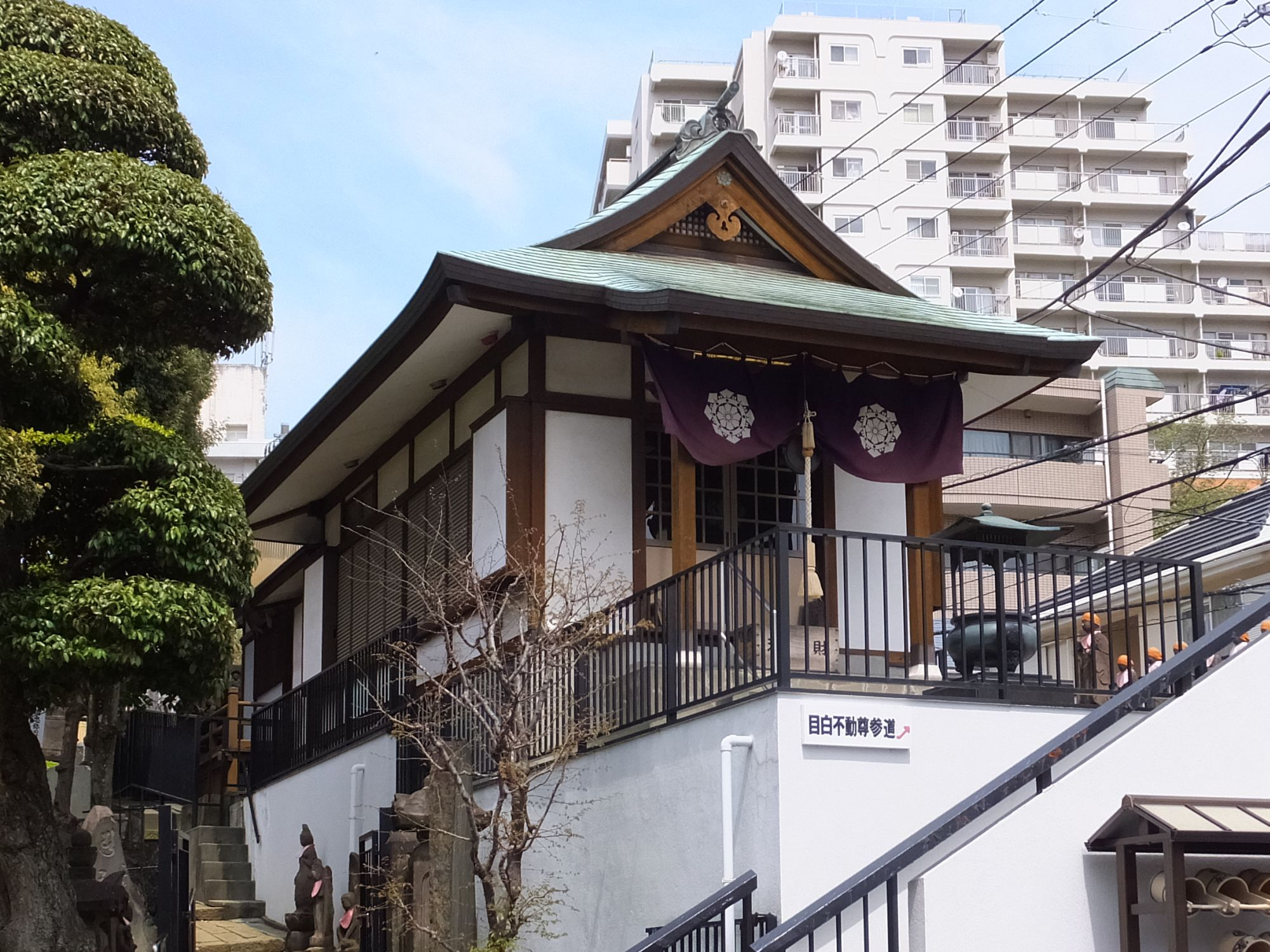
不動堂（目白不動尊）

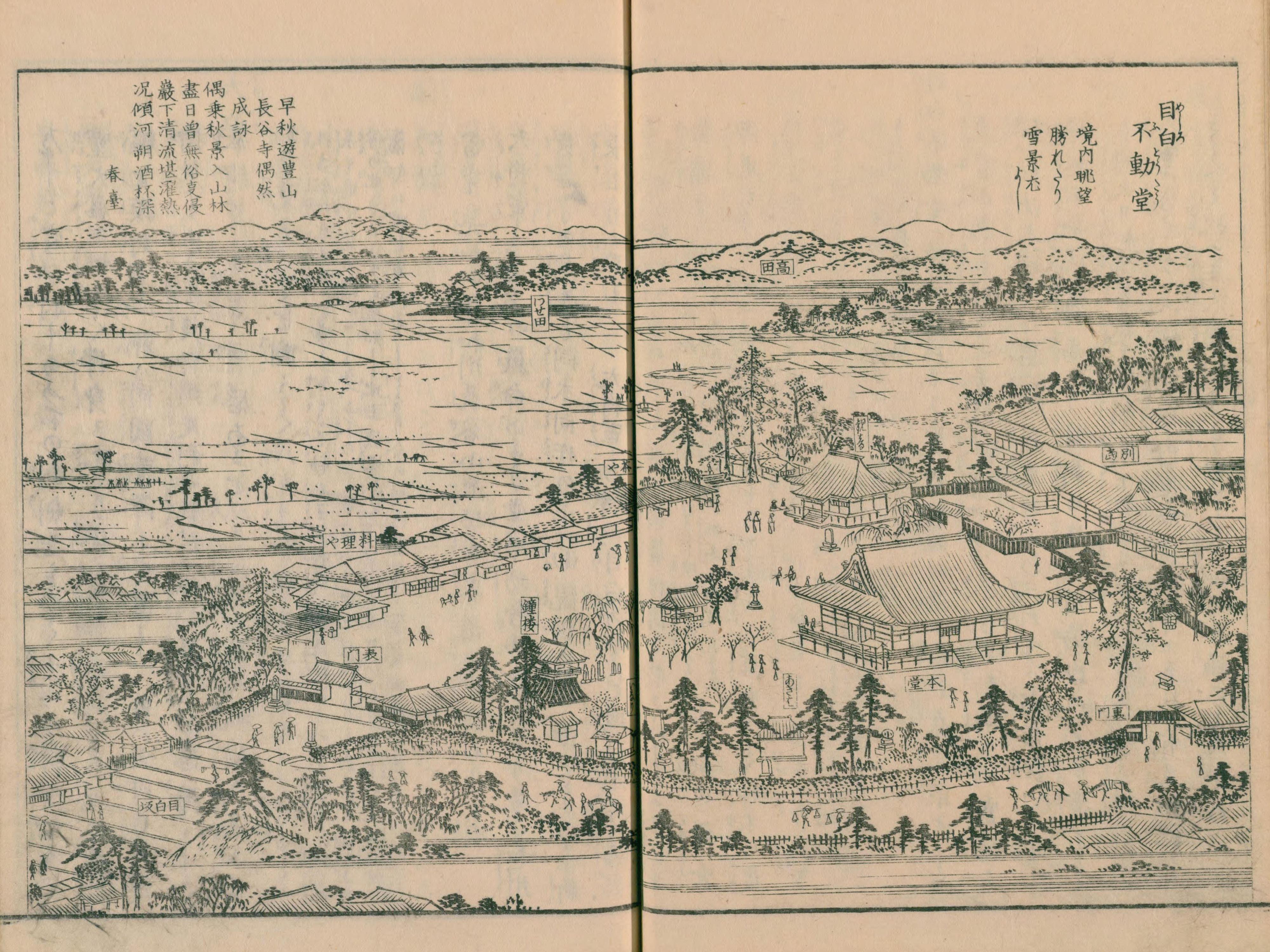
『江戸名所図会』4巻より目白不動堂

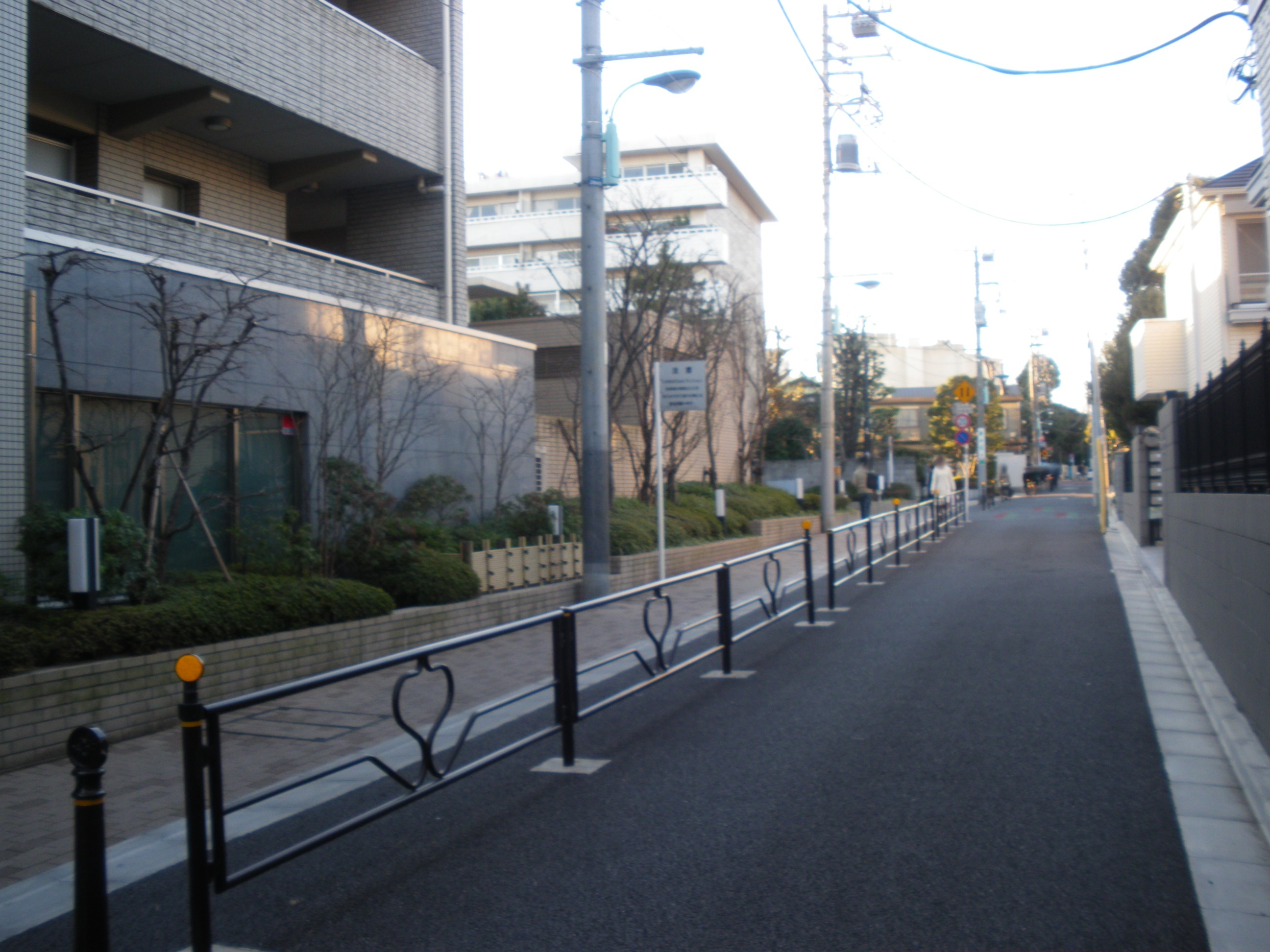
文京区関口・かつての新長谷寺付近。(写真左方向)現在ではマンションになっている。この通りは「目白坂」と呼ばれ、古来より練馬方面から江戸へ向かう際の通り道として知られていた。

新長谷寺（しんちょうこくじ）は、山号を東豊山（とうぶさん）といい真言宗豊山派の寺院であった。当寺院にあった不動明王像は唐から帰ってきた弘法大師（空海）が出羽・湯殿山（一説には羽黒山）に行き修行を行っていた際に造られたといわれている像で、それが武蔵国関口（現在の文京区関口）に住む者の手に渡ったといわれているがその詳しい年代はわかっていない。その後、この寺院は江戸時代に入り元和4年（1618年）に奈良・長谷寺の僧・秀算によって中興された。秀算は二代将軍・徳川秀忠の命令によって長谷寺の本尊と同じ十一面観音像を造り、本堂などを建立し新長谷寺と命名した。寛永年間に三代将軍・徳川家光により、新長谷寺の本尊である不動明王像に五色不動のひとつとして『目白不動』の名を贈り、以後この不動明王像は目白不動明王と呼ばれるようになったという。また一帯の高台も目白台と呼ばれるようになった。（これは現在の地名になっている目白や目白台の起源になっている）その後、この寺院は五代将軍・徳川綱吉や桂昌院の帰依を受けて発展した。また江戸市民に時を告げる時の鐘を備えていた。しかし、新長谷寺はその後第二次世界大戦による戦災で壊滅な被害を受け、1945年（昭和20年）に廃寺となってしまった。本尊の目白不動は金乗院に移され、現在に至るまで金乗院が目白不動尊として信仰を得るようになっている。

## 史跡・施設
- 本堂…聖観世音菩薩などが祀られている。
- 不動堂…目白不動明王が祀られている。秘仏となっている。この不動明王は明王自ら左腕を断ち切りそこから火焔が噴き出しているという独特の姿をしており、特別に強い力があるという。
- 倶梨伽羅不動庚申…境内にある庚申塚。寛文6年（1666年）建立。倶利伽羅明王を主尊とする点で貴重なものといわれている。
- 丸橋忠弥の墓…江戸時代の武士で、由井正雪と共に慶安の変（江戸時代初期に起きた幕府転覆事件）に加担したとして処刑された。
- 青柳文蔵の墓…江戸時代の公事師（現在の弁護士・司法書士などに近い職業）。仙台に1831年（天保2年）日本で最初の公共図書館といわれている『青柳文庫』を創設した。

## アクセス
- 〒171-0033東京都豊島区高田2丁目12番39号
- 目白駅（山手線）より徒歩約25分。学習院下停留場（都電荒川線）より徒歩約5分。雑司が谷駅（東京メトロ副都心線）より徒歩約5分。
- 拝観は日中の時間帯のみ無料。